# Genètica de l'evolució humana

Arbre taxonòmic dels hominoïdeus

La genètica de l'evolució humana és la disciplina que estudia les diferències en els genomes humans, el camí evolutiu que hi conduí i el seu impacte actual. Les diferències en el genoma de diferents persones tenen repercussions antropològiques, mèdiques i forenses. La informació adquirida mitjançant estudis genètics pot il·luminar aspectes clau de l'evolució humana. Segons un estudi publicat el 2006, el llinatge d'Homo sapiens ha perdut 86 gens des de la seva divergència amb el ximpanzé.